# 겨드랑신경
겨드랑신경(axillary nerve) 또는 액와신경(腋窩神經)은 인체의 신경으로, 겨드랑이 높이의 팔신경얼기(위줄기, 뒤갈래, 뒤다발을 거침)에서 시작되어 C5와 C6의 신경 성분을 운반한다. 겨드랑신경은 뒤위팔휘돌이동맥, 정맥과 함께 네모공간을 통과하여 어깨세모근과 ,부리위팔근 ,작은원근에 분포한다.

## 구조
팔신경얼기에서 갈라져 나온 후 처음에는 겨드랑동맥 뒤쪽과 어깨밑근 앞쪽에 놓여 있고, 어깨밑근의 아래쪽 경계를 따라 주행한다.
그 후 위팔뼈의 목 주변을 뒤위팔휘돌이동맥과 함께 앞에서 뒤로 감고 돈다. 이때 네모공간(위쪽 경계는 작은원근, 아래쪽 경계는 큰원근, 안쪽 경계는 위팔세갈래근 긴갈래, 가쪽 경계는 위팔뼈의 외과목)을 통과하며 앞가지, 뒤가지, 위팔세갈래근 긴갈래로 가는 곁가지로 나뉘게 된다.
- 앞가지(anterior branch, upper branch)는 위팔뼈 외과목 주변을 감고 돈다.[5] 이때 뒤위팔휘돌이동맥, 정맥과 어깨세모근 아래로 주행한다. 그 후 운동신경으로 분포하는 어깨세모근 앞쪽 경계를 따라간다. 또한 앞가지는 약간의 작은 피부신경 가지를 내며, 이 가지들은 어깨세모근을 관통하여 근육을 덮는 피부에 분포한다.
- 뒤가지(posterior branch, lower branch)는 어깨세모근 뒤쪽 부분과 작은원근에 분포한다.[2] 뒤가지는 깊은근막을 관통하여 어깨세모근 뒤쪽 경계를 따라가는 위가쪽위팔피부신경으로 계속된다. 위가쪽위팔피부신경은 어깨세모근 아래쪽 2/3와 위팔세갈래근 긴갈래를 덮는 피부를 지배한다.
- 위팔세갈래근 긴갈래의 운동신경 가지가 겨드랑신경에서 갈라져 나온다. 갈라져 나오는 지점은 평균적으로 뒤다발이 끝나는 곳에서 6mm(범위는 2~12mm) 떨어진 지점이다.[6]
- 겨드랑신경의 줄기는 어깨밑근 아래쪽에서 어깨관절로 들어가는 관절 신경섬유를 낸다.

### 변이
전통적으로 겨드랑신경은 어깨세모근과 작은원근에만 분포하는 것으로 여겨진다. 그러나 카데바를 대상으로 한 여러 연구들은 겨드랑신경의 가지가 위팔세갈래근의 긴갈래를 지배한다는 점을 지적한다.

## 기능
겨드랑신경은 팔에서 어깨세모근(어깨의 근육)과 작은원근(돌림근띠 근육 중 하나)을 지배한다.
또한 어깨관절에서 감각 정보를 운반하는 역할을 하며, 어깨세모근 아래쪽 부위를 덮는 피부에도 분포한다. 피부신경 지배는 겨드랑신경의 가지인 위가쪽위팔피부신경에 의해 이루어진다.

## 임상적 중요성
어깨 탈구가 앞쪽, 아래쪽으로 발생하면 겨드랑이 부위가 목발로 눌리거나 위팔뼈 외과목이 골절되며 겨드랑신경이 손상될 수 있다. 겨드랑신경이 손상되는 예시로는 겨드랑신경 마비가 있다. 신경이 손상되어 발생할 수 있는 결과에는 다음과 같은 것들이 있다.
- 작은원근과 어깨세모근 마비. 팔의 벌림(15~90도), 약한 굽힘, 폄, 돌림을 할 수 없게 된다.
- 겨드랑신경이 분포하는 피부 부위의 감각 소실.[9]

신경에 직접적인 외상이 생겨도 마비와 감각 소실로 이어질 수 있다.

## 추가 이미지

각 척수신경 성분이 색깔별로 표시된 팔신경얼기의 모식도.
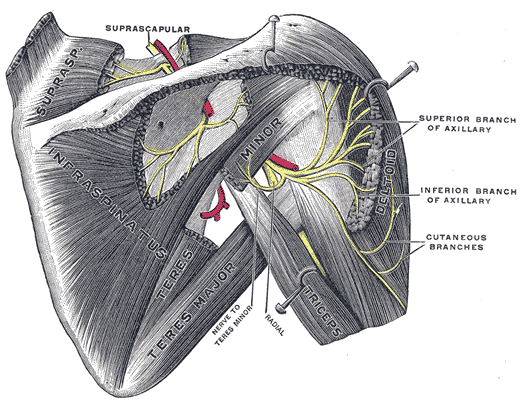
오른쪽 어깨위신경과 겨드랑신경을 뒤에서 본 그림.
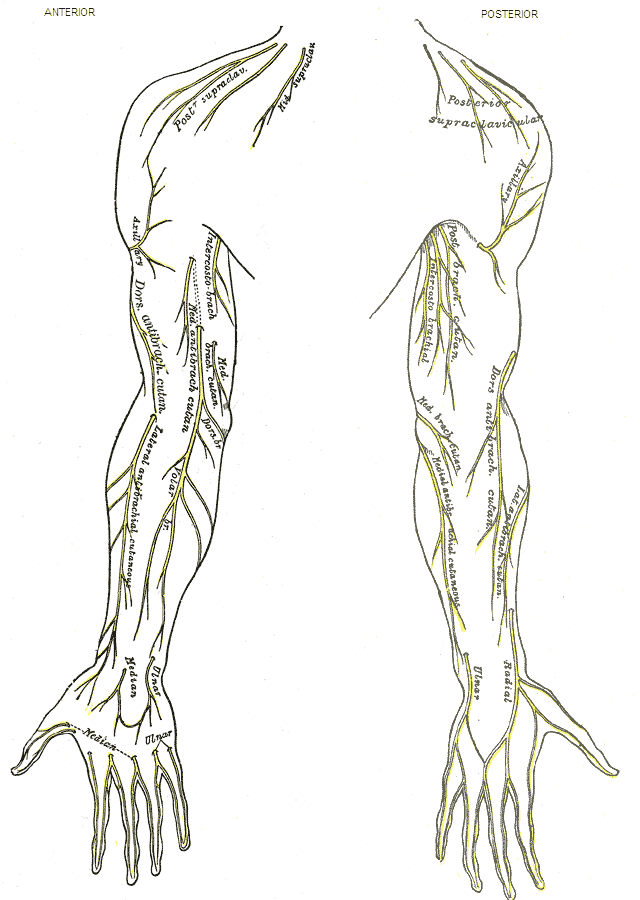
오른쪽 상지의 피부신경.
오른쪽 상지의 피부신경이 분포하는 부위를 나타낸 도표.
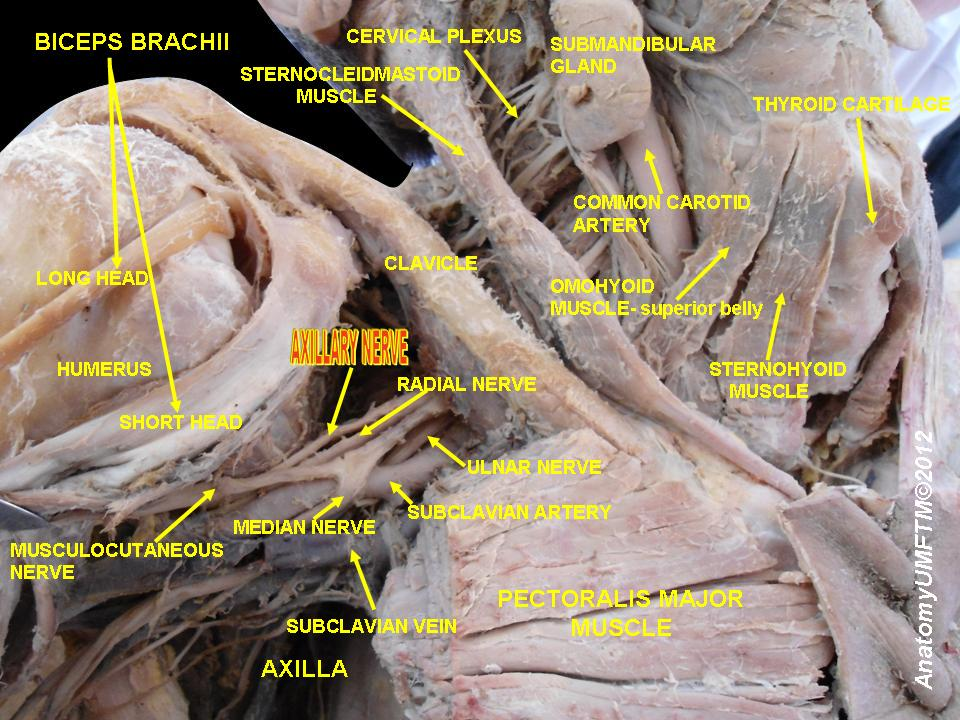
겨드랑신경
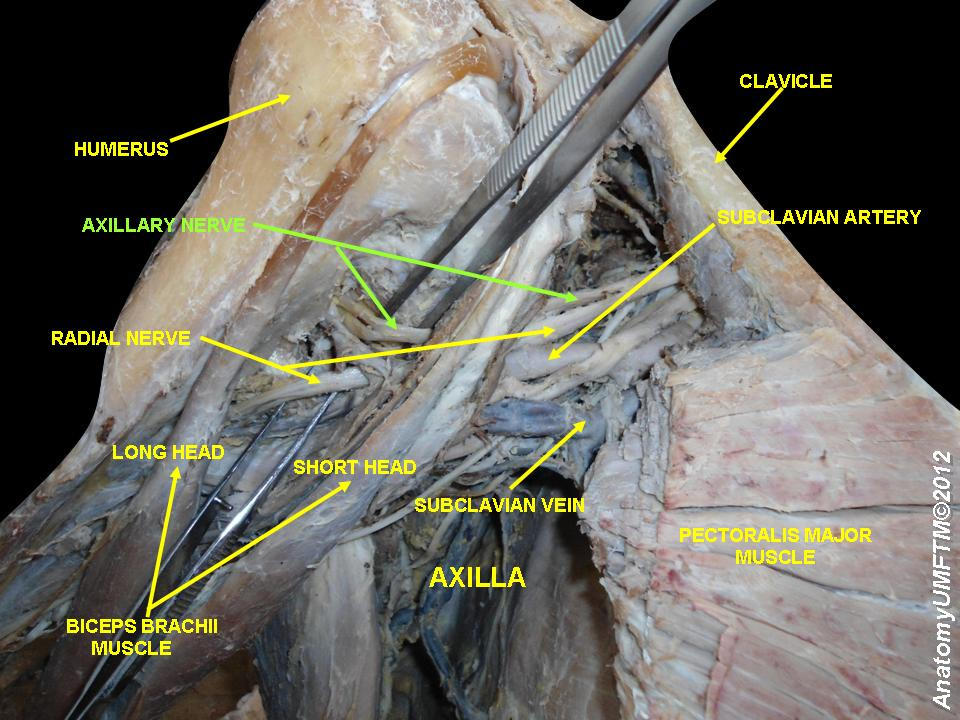
겨드랑신경
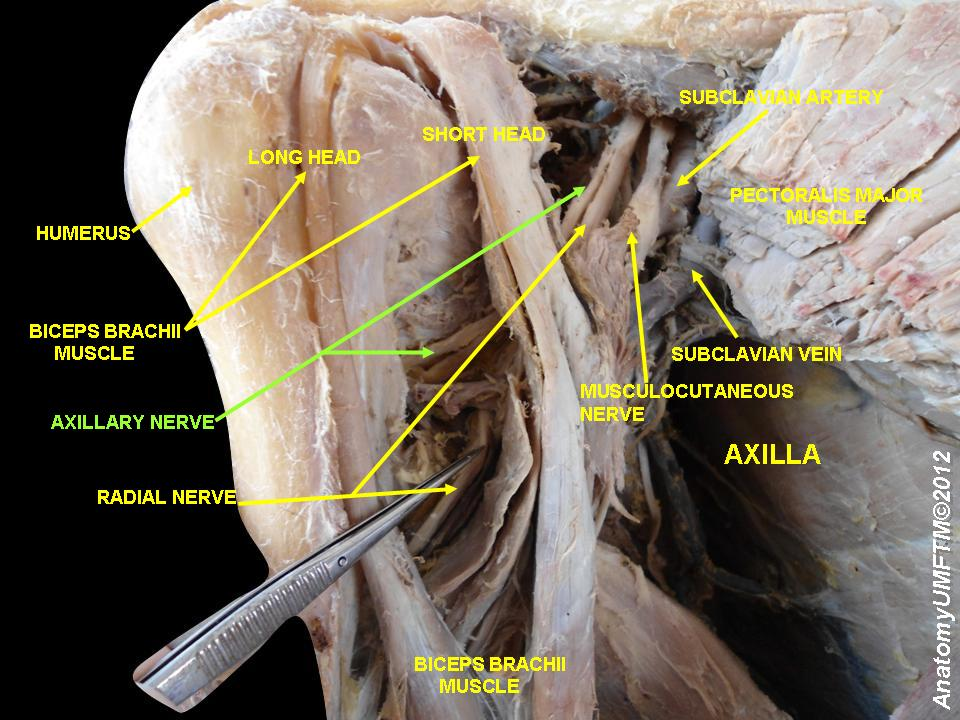
겨드랑신경
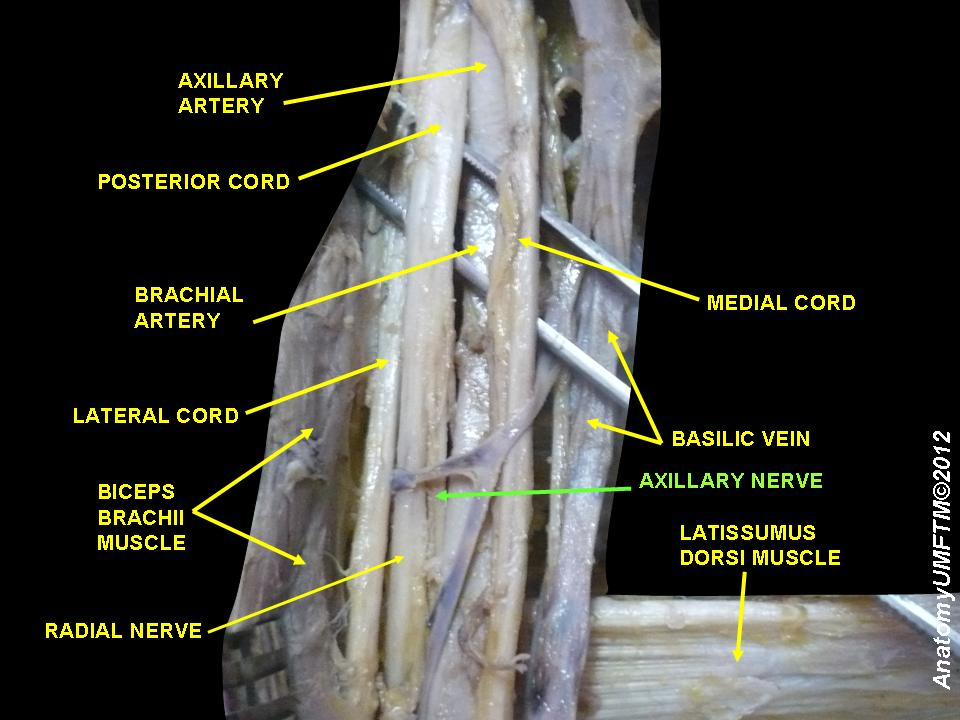
겨드랑신경

## 참고 문헌
이 문서는 현재 퍼블릭 도메인에 속하는 그레이 해부학 제20판(1918) page 934의 내용을 기초로 작성된 글이 포함되어 있습니다.
1. 1 2 3  Rea, Paul (2016년 1월 1일),  Rea, Paul, 편집., “Chapter 3 - Neck”, 《Essential Clinically Applied Anatomy of the Peripheral Nervous System in the Head and Neck》 (영어) (Academic Press), 131–183쪽, doi:10.1016/b978-0-12-803633-4.00003-x, ISBN 978-0-12-803633-4, 2020년 10월 25일에 확인함
2. 1 2 3  Pezeshk, Parham (2015년 1월 1일),  Tubbs, R. Shane; Rizk, Elias; Shoja, Mohammadali M.; Loukas, Marios, 편집., “Chapter 13 - Imaging of Entrapped Peripheral Nerves”, 《Nerves and Nerve Injuries》 (영어) (San Diego: Academic Press), 167–171쪽, doi:10.1016/b978-0-12-410390-0.00014-7, ISBN 978-0-12-410390-0, 2020년 10월 25일에 확인함
3. ↑  Ryan, Monique M.; Jones, H. Royden (2015년 1월 1일),  Darras, Basil T.; Jones, H. Royden; Ryan, Monique M.; De Vivo, Darryl C., 편집., “Chapter 14 - Mononeuropathies”, 《Neuromuscular Disorders of Infancy, Childhood, and Adolescence (Second Edition)》 (영어) (San Diego: Academic Press), 243–273쪽, doi:10.1016/b978-0-12-417044-5.00014-7, ISBN 978-0-12-417044-5, 2020년 10월 25일에 확인함
4. ↑  Kretschmer, Thomas; Heinen, Christian (2015년 1월 1일),  Tubbs, R. Shane; Rizk, Elias; Shoja, Mohammadali M.; Loukas, Marios, 편집., “Chapter 36 - Iatrogenic Injuries of the Nerves”, 《Nerves and Nerve Injuries》 (영어) (San Diego: Academic Press), 557–585쪽, doi:10.1016/b978-0-12-802653-3.00085-3, ISBN 978-0-12-802653-3, 2020년 10월 25일에 확인함
5. ↑  Voight, M. L. (2017년 1월 1일),  Placzek, Jeffrey D.; Boyce, David A., 편집., “Chapter 39 - Shoulder Instability”, 《Orthopaedic Physical Therapy Secrets (Third Edition)》 (영어) (Elsevier), 335–341쪽, doi:10.1016/b978-0-323-28683-1.00039-4, ISBN 978-0-323-28683-1, 2020년 10월 25일에 확인함
6. 1 2  de Sèze MP, Rezzouk J, de Sèze M, Uzel M, Lavignolle B, Midy D, Durandeau A (2004). “Does the motor branch of the long head of the triceps brachii arise from the radial nerve?”. 《Surg Radiol Anat》 26 (6): 459–461. doi:10.1007/s00276-004-0253-z. PMID 15365769. S2CID 10052988.
7. ↑  Rezzouk, J; Durandeau, A; Vital, JM; Fabre, T (October 2002). “Long head of the triceps brachii in axillary nerve injury: anatomy and clinical aspects”. 《Revue de Chirurgie Orthopédique et Réparatrice de l'Appareil Moteur》 88 (6): 561–564. PMID 12447125.
8. ↑  Komala, Nanjundaiah; Shashanka, MallasandraJayadevaiah; Sheshgiri, Chowdapurkar (2012년 4월 16일). “Long head of triceps supplied by axillary nerve”. 《International Journal of Anatomical Variations》 5: 35–37. 2018년 1월 26일에 확인함.
9. 1 2  Jacob, S. (2008년 1월 1일),  Jacob, S., 편집., “Chapter 2 - Upper Limb”, 《Human Anatomy》 (영어) (Churchill Livingstone), 5–49쪽, doi:10.1016/b978-0-443-10373-5.50005-1, ISBN 978-0-443-10373-5, 2021년 1월 11일에 확인함
10. ↑  Neal, Sara (2015년 1월 1일),  Tubbs, R. Shane; Rizk, Elias; Shoja, Mohammadali M.; Loukas, Marios, 편집., “Chapter 33 - Peripheral Nerve Injury of the Upper Extremity”, 《Nerves and Nerve Injuries》 (영어) (San Diego: Academic Press), 505–524쪽, doi:10.1016/b978-0-12-802653-3.00082-8, ISBN 978-0-12-802653-3, 2020년 10월 25일에 확인함